# Bogaarden
Bogaarden är en ort i Belgien.   Den ligger i provinsen Flamländska Brabant och regionen Flandern, i den centrala delen av landet, 19 km sydväst om huvudstaden Bryssel. Bogaarden ligger 65 meter över havet och antalet invånare är 406.
Terrängen runt Bogaarden är platt. Runt Bogaarden är det ganska tätbefolkat, med 248 invånare per kvadratkilometer.. Närmaste större samhälle är Bryssel, 19,3 km nordost om Bogaarden. 
Trakten runt Bogaarden består till största delen av jordbruksmark.